# 上市町
上市町（日语：／ Kamiichi machi */?）為位於日本富山縣東部的行政區劃，其主要市區位於新川平原的中部，東南部為屬於立山連峰的山區；人口集中于西北部的平原地區，其主要市區位于富山市以東約15公里。

## 人口
| 上市町人口分布圖 |                                               |  |
| 上市町與日本全國年齡別人口分布比較圖 （2005年資料） | 上市町的年齡、男女別人口分布圖 （2005年資料） |  |
| ■紫色是上市町 ■綠色是全国 | ■藍色是男性 ■紅色是女性                       |  |
| 上市町人口變化 \| 1970年 \| 23,717人 \| \| \| 1975年 \| 24,015人 \| \| \| 1980年 \| 24,028人 \| \| \| 1985年 \| 24,100人 \| \| \| 1990年 \| 23,671人 \| \| \| 1995年 \| 23,677人 \| \| \| 2000年 \| 23,362人 \| \| \| 2005年 \| 23,039人 \| \| \| 2010年 \| 21,965人 \| \| \| 2015年 \| 20,930人 \| \| \| 2020年 \| 19,351人 \| \| |                                               |  |
| 資料來源：日本總務省統計中心提供之人口普查數據 |                                               |  |
| 1970年 | 23,717人                                      |  |
| 1975年 | 24,015人                                      |  |
| 1980年 | 24,028人                                      |  |
| 1985年 | 24,100人                                      |  |
| 1990年 | 23,671人                                      |  |
| 1995年 | 23,677人                                      |  |
| 2000年 | 23,362人                                      |  |
| 2005年 | 23,039人                                      |  |
| 2010年 | 21,965人                                      |  |
| 2015年 | 20,930人                                      |  |
| 2020年 | 19,351人                                      |  |

## 歷史
現在的立山町轄區過去在令制國時代屬於越中國新川郡，11世紀後由於鄰近立山與立山權現的緣故，陸續有寺廟建於此；在現在的法音寺地區即是因成為門前町，又定期舉行市集而發展起來。
在17世紀江戶時代後成為前田氏加賀藩的領地，19世紀末明治維新實施廢藩置縣後改隸屬金澤縣，在1871年的第一次府縣整併後被劃入新設立的新川縣；不過在1876年的第二次府縣整併中，又隨著新川縣被併入由原金澤縣更名而成的石川縣，最後在1883年過去原屬越中國的區域再從石川縣中分割出，設立為富山縣。
1889年日本實施町村制，設立上市町，當時的上市町轄區僅包括現在的主要市區，而其他區域在當時則是分屬山加積村、南加積村、相之木村、宮川村、白萩村、柿澤村、茗荷谷村、音杉村八個行政區劃。南側的音杉村在1941年最先併入上市町，1953年上市町與山加積村、南加積村、宮川村、柿澤村以及由茗荷谷村更名而成的大岩村合併為新的上市町，而位於西側的相之木村及位於山區的白萩村則在1954年接著併入上市町。

### 變遷表
| 1889年4月1日 | 1889年 - 1912年 | 1912年 - 1944年         | 1945年 - 1954年            | 1955年 - 1989年 | 1989年 - 現在 | 現在   |
| ------------ | --------------- | ----------------------- | -------------------------- | --------------- | ------------- | ------ |
| 相之木村     | 相之木村        | 相之木村                | 1954年4月1日 併入上市町    | 上市町          | 上市町        | 上市町 |
| 山加積村     | 山加積村        | 山加積村                | 1953年9月10日 合併為上市町 | 上市町          | 上市町        | 上市町 |
| 南加積村     |                 |                         | 1953年9月10日 合併為上市町 | 上市町          | 上市町        | 上市町 |
| 宮川村       |                 |                         | 1953年9月10日 合併為上市町 | 上市町          | 上市町        | 上市町 |
| 上市町       |                 |                         | 1953年9月10日 合併為上市町 | 上市町          | 上市町        | 上市町 |
| 音杉村       | 音杉村          | 1941年4月1日 併入上市町 | 1953年9月10日 合併為上市町 | 上市町          | 上市町        | 上市町 |
| 柿澤村       |                 |                         | 1953年9月10日 合併為上市町 | 上市町          | 上市町        | 上市町 |
| 茗荷谷村     | 茗荷谷村        | 1916年 更名為大岩村     | 1953年9月10日 合併為上市町 | 上市町          | 上市町        | 上市町 |
| 白萩村       | 白萩村          | 白萩村                  | 1954年5月10日 併入上市町   | 上市町          | 上市町        | 上市町 |

## 行政

### 歷任首長
| 屆         | 任 | 姓名       | 上任日期       | 卸任日期       | 備註 |
| ---------- | -- | ---------- | -------------- | -------------- | ---- |
| 1          | 1  | 池田嘉吉   | 1953年10月17日 | 1957年10月16日 |      |
| 2          | 2  | 平井一見   | 1957年10月17日 | 1961年10月16日 |      |
| 3          | 3  | 平井光太郎 | 1961年10月17日 | 1965年10月16日 |      |
| 4          | 3  | 平井光太郎 | 1965年10月17日 | 1969年10月16日 |      |
| 5          | 3  | 平井光太郎 | 1969年10月17日 | 1973年10月16日 |      |
| 6          | 4  | 清水美晴   | 1973年10月17日 | 1977年10月16日 |      |
| 7          | 4  | 清水美晴   | 1977年10月17日 | 1981年10月16日 |      |
| 8          | 4  | 清水美晴   | 1981年10月17日 | 1985年10月16日 |      |
| 9          | 4  | 清水美晴   | 1985年10月17日 | 1989年10月16日 |      |
| 10         | 4  | 清水美晴   | 1989年10月17日 | 1993年10月16日 |      |
| 11         | 5  | 中川喜久夫 | 1993年10月17日 | 1997年10月16日 |      |
| 12         | 6  | 伊東尚志   | 1997年10月17日 | 2001年10月16日 |      |
| 13         | 6  | 伊東尚志   | 2001年10月17日 | 2005年10月16日 |      |
| 14         | 6  | 伊東尚志   | 2005年10月17日 | 2009年10月16日 |      |
| 15         | 6  | 伊東尚志   | 2009年10月17日 | 2013年10月16日 |      |
| 16         | 6  | 伊東尚志   | 2013年10月17日 | 2017年10月16日 |      |
| 17         | 7  | 中川行孝   | 2017年10月17日 | 現任           |      |
| 參考資料： |    |            |                |                |      |

## 交通

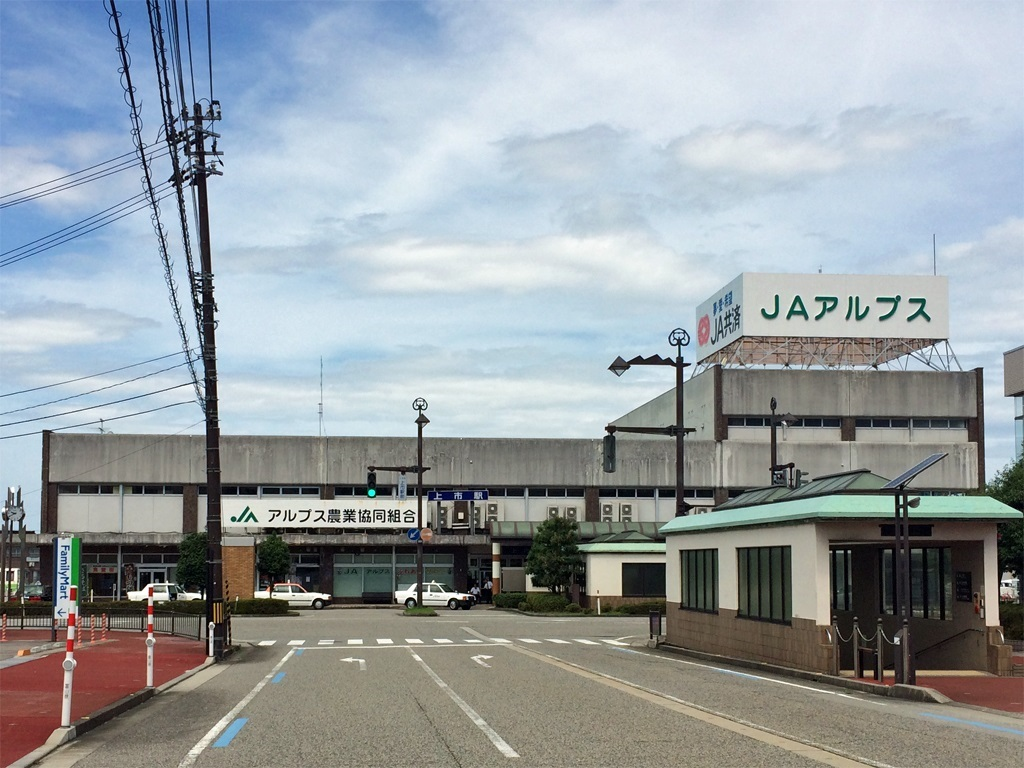
上市車站

上市町的主要市區內對外主要可經由富山地方鐵道本線，自上市車站出發可在三十分鐘內抵達富山車站。町公所也以上市車站為中心，開設了多條町營巴士路線連結町內各地。
高速公路北陸自動車道自市中心的西北側通過，並設有上市智慧交流道。

### 鐵路
- 富山地方鐵道
  - 本線：（←立山町） - 相之木車站 - 新相之木車站 - 上市車站 - 新宮川車站 - （滑川市→）

### 公路
高速公路
- 北陸自動車道：（立山町） - 上市智慧交流道（日语：上市スマートインターチェンジ） - （滑川市）

## 觀光資源
位於上市町最東側與立山町交界處的劍岳高度為2,999公尺，為日本百名山之一，被稱為「岩與雪的殿堂」，但由於地形險峻，雖然自古就是山岳信仰的中心，直到20世紀初期才有人成功登頂的紀錄；在上市町出身的動畫導演細田守執導的動畫《狼的孩子雨和雪》中，即以劍岳作為故事的主要地點，當時在上市町取景使用的房屋現也變成了上市町內一個觀光朝聖的景點。

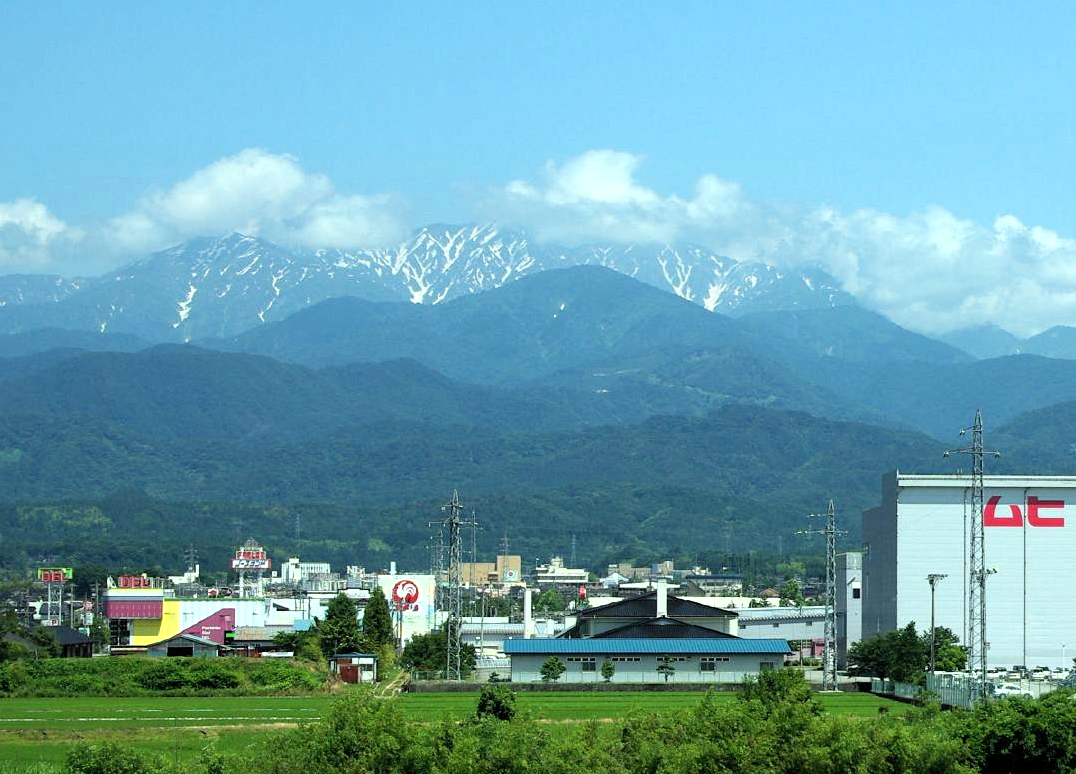
自上市町市區見到的劍岳
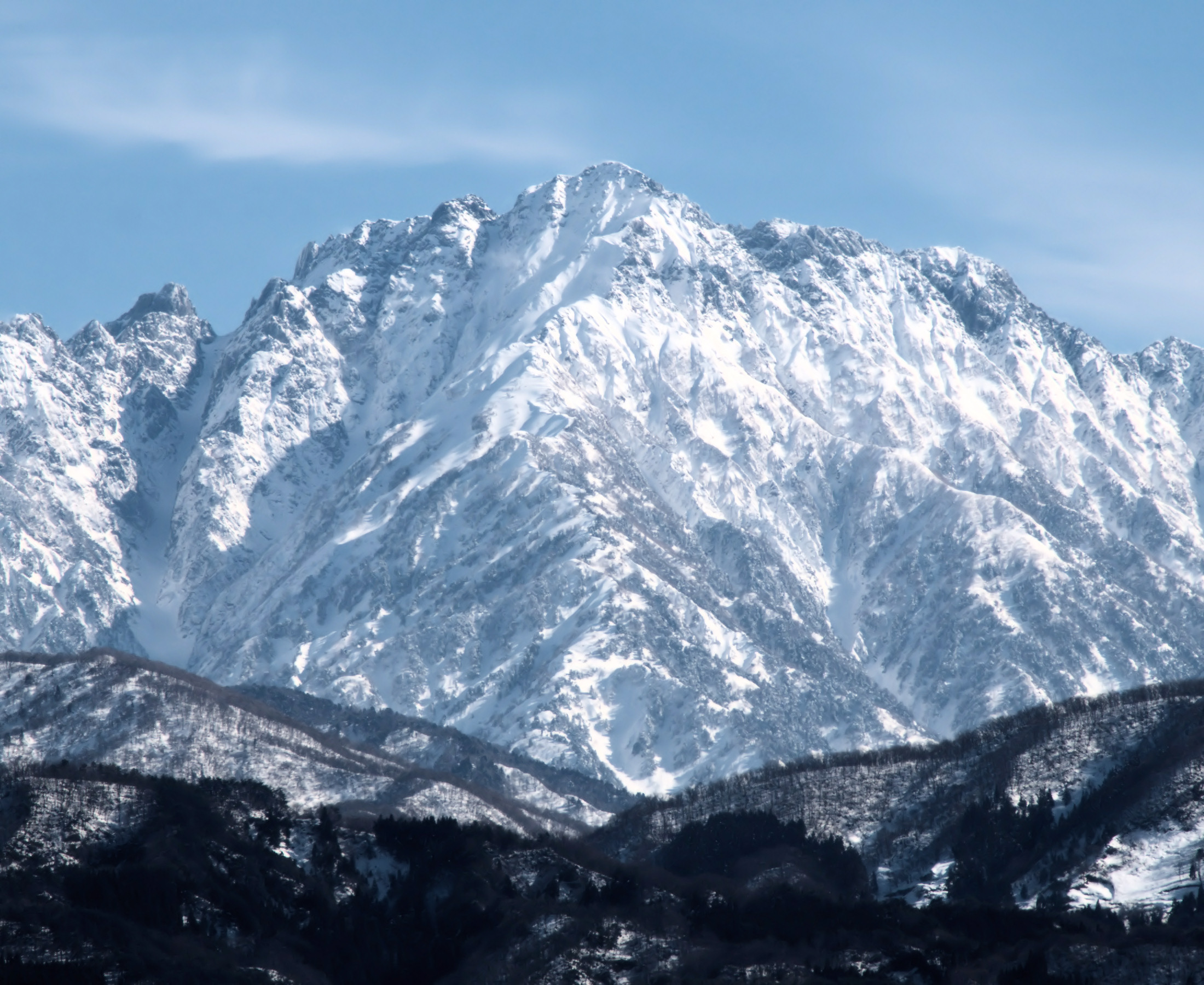
自上市町方向的早月川尾根登山路線所見到的劍岳及早月尾根

## 姊妹、友好城市

### 日本
- 九十九里町（千葉縣）
兩地於1965年締結為姊妹都市。[11]

## 外部連結
- （日語） 上市旅遊網 （页面存档备份，存于）
- （日語） 上市町觀光協會的Facebook專頁